# Манганат калия
Манганат калия — сложное неорганическое вещество с химической формулой K2MnO4.

## Описание
Манганат калия — соль темно-зеленого цвета. Плавится под избыточным давлением кислорода. В растворе устойчив только в сильнощелочной среде. Зеленая окраска раствора отвечает иону MnO42−. Медленно разлагается при разбавлении раствора водой, быстро — при подкислении. Проявляет окислительно-восстановительные свойства.

## Получение
Сплавление MnO2 с сильными окислителями:
{\displaystyle {\mathsf {MnO_{2}+\ 2KOH+\ KNO_{3}\longrightarrow \ K_{2}MnO_{4}+\ KNO_{2}+\ H_{2}O}}}
{\displaystyle {\mathsf {3MnO_{2}+\ 3K_{2}CO_{3}+\ KClO_{3}\longrightarrow \ 3K_{2}MnO_{4}+\ KCl+\ 3CO_{2}}}}
Взаимодействие диоксида марганца с горячим концентрированным раствором гидроксида калия на воздухе:
{\displaystyle {\mathsf {2MnO_{2}+4KOH+O_{2}{\xrightarrow {350-450^{o}C}}\ 2K_{2}MnO_{4}+2H_{2}O}}}
Путём нагревания перманганата калия:
{\displaystyle {\mathsf {2KMnO_{4}\xrightarrow {^{o}t} \ K_{2}MnO_{4}+\ MnO_{2}+\ O_{2}}}}
Нагревание смеси порошка диоксида марганца с пероксидом калия:
{\displaystyle {\mathsf {MnO_{2}+K_{2}O_{2}{\xrightarrow {CCl_{4}}}\ K_{2}MnO_{4}}}}

## Химические свойства
1. Взаимодействие с водой:
{\displaystyle {\mathsf {3K_{2}MnO_{4}+\ 2H_{2}O\longrightarrow \ 2KMnO_{4}+\ MnO_{2}+\ 4KOH}}}
2. Взаимодействие с разбавленной HCl:
{\displaystyle {\mathsf {3K_{2}MnO_{4}+\ 4HCl\longrightarrow \ 2KMnO_{4}+\ MnO_{2}+\ 2H_{2}O+\ 4KCl}}}
3. Взаимодействие с хлором:
{\displaystyle {\mathsf {2K_{2}MnO_{4}+\ Cl_{2}\longrightarrow \ 2KMnO_{4}+\ 2KCl}}}
4.  При нагревании перманганата и манганата калия образуется манганат(V) калия:
{\displaystyle {\ce {5KMnO4->[t>200^{\circ }C]K2MnO4\ +K3MnO4\ +3MnO2\ +3O2\uparrow }}}
{\displaystyle {\ce {3K2MnO4->[500-850^{\circ }C]2K3MnO4\ +MnO2\ +O2\uparrow }}}